# Snopki (przystanek kolejowy)
Snopki – zlikwidowany przystanek osobowy w Snopkach na linii kolejowej Pisz – Orzysz, w powiecie piskim, w województwie warmińsko-mazurskim, w Polsce.